# Katarina Ivanovska
Katarina Ivanovska, née le 18 août 1988 à Skopje, est une mannequin et actrice macédonienne. Elle commence sa carrière de mannequin à la fashion week de Milan, après avoir remporté le concours Look Models International en Macédoine.
En décembre 2004, elle apparaît en photo dans le magazine Elle. Elle apparaît également dans Citizen K , Stiletto et Vogue Italie et Russie.
Elle fait aussi les couvertures des magazines Diva et Maxima et de la publicité pour Dolce & Gabbana, en 2006. En 2010, Katarina Ivanovska apparaît dans le magazine Elle, Serbie. En 2011, elle signe un contrat pour la publicité des produits Victoria's Secret. En 2011, elle obtient son premier rôle d'actrice, dans le film macédonien sur la Seconde Guerre mondiale, The Third Half (en), avec le rôle principal d'une jeune juive nommée Rebecca.